# Alberto Mansur
Alberto Mansur (Paraguaçu Paulista, 7 de setembro de 1922 - Rio de Janeiro, 17 de julho de 2012) foi um comerciante maçom brasileiro descendente de libaneses, responsável por estruturar o Supremo Conselho do Grau 33 do Rito Escocês Antigo e Aceito para a República Federativa do Brasil, sendo ainda o fundador da Ordem DeMolay, das Filhas de Jó e da Estrela do Oriente no Brasil.

## Início
Alberto Mansur nasceu em Paraguaçu Paulista, filho dos imigrantes libaneses Antônio Nehmetalla e Ranza Mansur. Seu nome foi escolhido como homenagem ao herói da I Guerra Mundial, Alberto I da Bélgica. Em 1933, mudou-se para o Rio de Janeiro. Após completar os estudos secundários, mudou-se para Miguel Pereira, onde casou-se com Celia Mansur. Em busca de mais oportunidades de trabalho, mudou-se novamente para o Rio de Janeiro e, de lá, para Valença, onde tornou-se Maçom em 30 de setembro de 1950, na Loja Perfeita União, nº 13 - Grande Loja Maçônica do Estado do Rio de Janeiro.

## Maçonaria
Após ser Iniciado, Alberto Mansur tornou-se Companheiro Maçom em 07 de setembro de 1951 e Mestre Maçom em 05 de setembro de 1952, vindo a ser eleito Venerável Mestre da Loja Romã, nº 23, no Rio de Janeiro, em 23 de maio de 1969. Ao longo de sua vida, foi fundador das Lojas Igualdade, nº 93; Fraternidade, nº 100; Isabel Domingues, nº 109; Igualdade II, nº 122; José Rocha Neto, nº 123; Antônio Monteiro Martins, nº 139; Francisco Cândido Xavier, nº 153; e Padre Cícero Romão Batista, todas filiadas à Grande Loja Maçônica do Estado do Rio de Janeiro.
Em 1974, Alberto Mansur foi eleito para o cargo de Soberano Grande Comendador, líder do Rito Escocês Antigo e Aceito no Brasil. Naquela época, o Supremo Conselho estava confinado a uma pequena sala de 12 m², com uma mesa e alguns arquivos para organizar os quase 1.000 Maçons do Rito Escocês Antigo e Aceito. Quando decidiu interromper a tradição de vitaliciedade, organizando eleições para ser sucedido em 1988, o Supremo Conselho contava com mais de 30.000 Maçons filiados, U$ 5 milhões de capitação anual e uma sede de quase 20.000 m².

## Ordem DeMolay
Em uma de suas viagens como Membro Efetivo do Supremo Conselho do Grau 33, Alberto Mansur entrou em contato com a revista The New Age - July 1969, que trazia uma matéria comemorativa dos 50 anos da Ordem DeMolay. Percebendo sua importância e seu potencial para a Maçonaria, decidiu que era necessário trazer essa Ordem para o Brasil. Após diversas tentativas infrutíferas de contato com o Supremo Conselho Internacional da Ordem DeMolay, em 1974, já Lugar-Tenente no Supremo Conselho do Grau 33 e sendo responsável por organizar a VII Reunião dos Soberanos Grandes Comendadores da América, Mansur conheceu o Soberano estadunidense George A. Newbury.
Em 1980, após ser nomeado Membro Efeito do Supremo Conselho Internacional e Oficial Executivo da Ordem DeMolay para o Brasil, Alberto Mansur conseguiu fundar o primeiro Capítulo da América do Sul, Rio de Janeiro, nº 001, em 16 de agosto de 1980. Após 5 anos e a fundação de 25 Capítulos, o Supremo Conselho Internacional outorgou a Carta Constitutiva para a instalação do Supremo Conselho da Ordem DeMolay para o Brasil, sendo Mansur seu Grande Mestre. Enquanto foi Grande Mestre, até o ano de 2005, Mansur trabalhou intensamente para a divulgação da Ordem DeMolay, promovendo a fundação de 665 Capítulos em todos os estados do país, alcançando a marca de 65.000 jovens Iniciados.

## Filhas de Jó
A Ordem Internacional das Filhas de Jó foi fundada por Ethel Mick em 20 de outubro de 1920, em Omaha, nos Estados Unidos. Desde que lera sobre as Filhas de Jó na década de 1970, Alberto Mansur se esforçou para convencer os Maçons brasileiros a patrocinarem esta organização. Seus esforços se concretizaram em 13 de março de 1993, com a fundação do Bethel 001 "Mater da América Latina", no Rio de Janeiro. Ainda nesse ano, ele obteve a fundação dos primeiros Betheis do Rio Grande do Norte (Caicó) e da Bahia (Paulo Afonso). Ao longo das décadas seguintes, Mansur continuou se empenhando para levar as Filhas de Jó para os demais estados do país.

## Estrela do Oriente
Sempre com a intenção de reforçar os laços entre as famílias dos Maçons e trazer seus entes queridos para mais perto da Maçonaria, Alberto Mansur obteve o apoio Grande Loja Maçônica do Estado do Rio de Janeiro e do Supremo Conselho do Grau 33 do Rito Escocês Antigo e Aceito para a República Federativa do Brasil para trazer a Estrela do Oriente para o Brasil, de modo que os Maçons e suas esposas pudessem se reunir e realizar projetos em conjunto. Deste modo, em 02 de agosto de 1997, Alberto e Celia Mansur viabilizaram a fundação de quatro Capítulos: Electa, nº 01; Rio de Janeiro, nº 02; e Grande Rio, nº 04 (na cidade do Rio de Janeiro); e Charllote Mendenhall, nº 03 (na cidade de Niterói).

## Família
Alberto Mansur casou-se com Celia em 15 de maio de 1948, resultando dois filhos desta união: Cristina Maria Mansur e Jorge Alberto Mansur.

## Homenagens
Na ocasião de sua morte, em julho de 2012, diversos Capítulos DeMolays, Betheis de Filhas de Jó e Lojas Maçônicas realizaram cerimônias em sua homenagem. No mês seguinte, foi soerguida uma Loja do Grande Oriente do Brasil - Rio de Janeiro com o nome de Augusta e Respeitável Loja Simbólica Grande Mestre Alberto Mansur, nº 3196. Em setembro de 2012, foi fundado em Areal, no Rio de Janeiro o Capítulo DeMolay Alberto Mansur, nº 722. Em 20 de setembro de 2015, foi fundada no Grande Oriente do Brasil - Espírito Santo a Augusta e Respeitável Loja Simbólica Grande Mestre Alberto Mansur II, nº 4347.